# نمایشگاه دوسالانه کاریکاتور تهران
نمایشگاه دوسالانه کاریکاتور تهران یکی از نمایشگاه‌های معتبر کاریکاتور جهان است. این نمایشگاه به پیشنهاد مسعود شجاعی طباطبایی و محمدحسین نیرومند از سال ۱۳۷۲ توسط مرکز هنرهای تجسمی وزارت فرهنگ و ارشاد اسلامی با هم‌کاری خانه کاریکاتور ایران برگزار می‌شود. دبیرخانه دائمی این نمایشگاه خانه کاریکاتور ایران است.

## تاریخچه برگزاری
این نمایشگاه هر دو سال یک بار در پاییز برگزار می‌شود. تا سال ۱۳۹۲، در مجموع ۱۰ دوره از این دوسالانه برگزار شده است. در دوره اول ۱۳۰۰ اثر به دبیرخانه نمایشگاه ارسال شد و این آمار تا دوسالانه ششم (۱۳۸۲) به ۳۳۰۱ اثر رسید. هم‌چنین، جایزه اول این نمایشگاه از ۱۰۰۰ دلار در دوره اول، تدریجاً به ۸۰۰۰ دلار در دوره هفتم رسید.
دوره‌های برگزاری
- دوره اول، ۱۳۷۲، موزه هنرهای معاصر، موضوع: قلم - آزاد
- دوره دوم، ۱۳۷۴، موزه هنرهای معاصر، موضوع: کتاب - آزاد
- دوره سوم، ۱۳۷۶، موزه هنرهای معاصر، موضوع: میراث فرهنگی - آزاد
- دوره چهارم، ۱۳۷۸، موزه هنرهای معاصر، موضوع: پابان - آزاد
- دوره پنجم، ۱۳۸۰، موزه هنرهای معاصر، موضوع: گفتگوی تمدن‌ها - مهاجرت - آزاد – کاریکاتور چهره
- دوره ششم، ۱۳۸۲، فرهنگسرای نیاوران، موضوع:سرقت - آزاد - کاریکاتور چهره
- دوره هفتم، ۱۳۸۴، مرکز فرهنگی هنری صبا، موضوع: سالمندان - آزاد – کاریکاتور چهره
- دوره هشتم، ۱۳۸۶، مرکز فرهنگی هنری صبا، موضوع: پول - آزاد - کمیک استریپ - کاریکاتور چهره
- دوره نهم، ۱۳۸۸، مرکز فرهنگی هنری صبا، موضوع: ترس - آزاد -کمیک استریپ - کاریکاتور چهره
- دوره دهم، ۱۳۹۲، مرکز فرهنگی هنری صبا، موضوع: گربه ایرانی، خرافه پرستی- آزاد

## تحریم دوره نهم
در پی ناآرامی های پس از انتخابات ریاست جمهوری سال ۱۳۸۸ در ایران، عده ای از هنرمندان کارتونیست و کاریکاتوریست در بیانه ای اعلام کردند که این رویداد را تحریم کرده و حاضر نیستند در آن شرکت کنند. هرچند این تحریم در نهایت به شکست دوره نهم منجر نشد و به ادعای دبیر نهمین دوسالانه کاریکاتور تهران تعداد شرکت کننده و آثار رکورد تمام ادوار را شکست اما در نهایت باعث شد تا این رویداد با وقفه ای چهارساله همراه شود و اعتبار آن به شدت کاهش یابد.